# Уайт, Пэй
Пэй Уайт (англ. Pae White; род. 1963, Пасадина, США, живёт и работает в Лос-Анджелесе, США) — современная американская художница.

## Образование
- 1991 MFA Art Center College of Design, Pasadena, California
- 1990 Skowhegan School of Painting and Sculpture, Skowhegan, Maine
- 1985 BA Scripps College, Claremont, California

## Творчество
Творчество Пэй Уайт находится на стыке дизайна и искусства. Хотя редукция часто является отправной точкой в работе Пэй Уайт, конечный результат, как правило, формально сложен и декоративен. Пэй Уайт принадлежит к поколению художников, которые возродили интерес 1970-х к пространству, цвету и контексту.
Множество произведений, созданных Уайт, относятся к разряду инсталляций. Около двадцати лет, Уайт создаёт инсталляции из подручных материалов, таких как: бумага, картон, керамика, пряжа, тонкие проволоки, гобелены и так далее. К примеру, в создании  инсталляция «И снова ночь длинна» (англ.«Too much night, again»), Уайт использовала порядка сорока восьми километров пряжи. А в инсталляции англ.«Oroscopo», созданной в 2004 году, использовались десятки нейлоновых нитей для создания каркаса.

## Персональные выставки
| - 2009 Pae White — Point, Counterpoint, Cloud — Xavier Hufkens, Brussels - 2008 mr. baci e abbracci, galleria francesca kaufmann, Milan - 2008 Pae White: Lisa, Bright & Dark — Scottsdale Museum of Contemporary Art — SMoCA, Scottsdale, AZ - 2008 Pae White — Neugerriemschneider, Berlin - 2008 Get Well Soon, greengrassi, Лондон - 2007 Soft, Oslo - 2007 Scottsdale - 2007 Hirschhorn w/ Virgil - 2006 NW for NZ, Sue Crockford Gallery, Aukland, Новая Зеландия - 2006 Midnight, Skestos Gabriele, Чикаго - 2006 In no particular order, Manchester Art Gallery, Манчестер - 2005 another cherry blossom, greengrassi, Лондон - 2005 Cottonmouth, neugerriemschneider, Берлин - 2005 Bazar, Galerie Ghislaine Hussenot, Париж - 2005 Periwinkles, 1301PE, Лос-Анджелес - 2005 In no particular order, Milton Keyes Gallery, Milton Keyes, UK - 2004 Hammer Museum, Лос-Анджелес - 2004 Amps and Ohms, centre d’art contemporain la Synagogue de Delme, Delme, Франция - 2004 Ohms and Amps, Le Salle de Bains, Lyon, Франция - 2003 Giraffes, Galerie Daniel Buchholz, Кёльн | - 2003 (untitled), Richard Telles Fine Art. Лос-Анджелес - 2003 Fire 'n' Nice, 1301PE, Лос-Анджелес - 2002 Chamois, Sespe and Foggy, galleria francesca kaufmann, Милан - 2002 Ghost Towns, Govett-Brewster Art Gallery, New Plymouth, Новая Зеландия - 2002 A grotto, some nightfish and a second city, Contemporary Art Gallery, Ванкувер - 2002 The Actual Tigers, greengrassi, Лондон - 2001 1301PE, Los Angeles, Калифорния - 2001 galleria francesca kaufmann, Милан - 2001 Birds and Ships, neugerriemschneider, Берлин - 2000 China Art Objects Galleries, Лос Анджелес - 2000 1301PE, Лос Анджелес - 1999 China Art Objects Galleries, Лос Анджелес - 1999 Finesilver Gallery, San Antonio, TX - 1999 Neapolitan City, 1301PE, Лос Анджелес - 1998 greengrassi, Лондон - 1997 «Animal Flood», I-20 Gallery, Нью-Йорк - 1995 «Summer Work», Shoshana Wayne Gallery, Санта Моника - 1993 Shoshana Wayne Gallery, Санта Моника - 1991 Graduate Exhibition, Art Center College of Design, Пасадена - 1990 W.C. Gallery, Art Center College of Design, Пасадена - 1989 Bliss Gallery, Пасадена |